# Palacio de Justicia del Condado de Iron (Míchigan)
El Palacio de Justicia del Condado de Iron (en inglés Iron County Courthouse) es un edificio gubernamental ubicado en el extremo oeste de Superior Avenue en Crystal Falls, una ciudad en el estado de Míchigan (Estados Unidos). Fue incluido en el Registro Nacional de Lugares Históricos en 1975 y designado Sitio Histórico del Estado de Míchigan en 1974.

## Historia

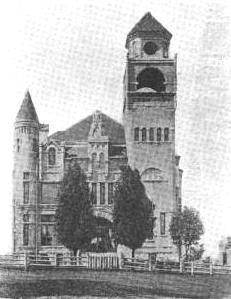
Palacio de justicia c. 1911

El condado de Iron se estableció en 1885, cuando se separó del condado de Marquette. En el momento de la creación del condado de Iron, Iron River, entonces el único pueblo incorporado en el condado, fue designado como sede del condado. Sin embargo, una amarga disputa sobre la ubicación de los edificios del condado estalló inmediatamente entre el lado este geográficamente dispares, centrado en Crystal Falls, y el lado oeste, centrado en Iron River. En un momento, hombres de Crystal Falls se llevaron los registros del condado del juzgado temporal en Iron River.
Finalmente se decidió celebrar un referéndum en todo el condado sobre el tema. La votación se llevó a cabo en 1888 para decidir la ubicación de la sede del condado; Crystal Falls ganó por solo 5 votos. En 1889, la cuestión se volvió a plantear a los votantes, y esta vez Crystal Falls fue seleccionada por un margen de casi 100 votos, que resolvió la cuestión.
Se emitieron bonos por 30 000 dólares para financiar la construcción del palacio de justicia, y se contrató al arquitecto JC Clancy de Antigo, Wisconsin para diseñar el palacio de justicia. Fue construido en 1890-92 por Louis A. Webber de Menasha, Wisconsin, quien ofreció 26 470 dólares. Sin embargo, Webber no pudo completar el trabajo y el condado contrató a otro contratista para completar el palacio de justicia, lo que implica un costo total revisado de aproximadamente 40 000 dólares.
La torre del reloj y las tallas que representan la ley, la misericordia y la justicia se agregaron en 1910. En 1955 se añadió un ala que contenía oficinas al palacio de justicia. En 2003-04 se añadió otra ala al edificio. El proyecto incluyó una restauración meticulosa del palacio de justicia original puliendo con chorro de arena y reparando la mampostería.

## Descripción
El Palacio de Justicia del Condado de Iron es un edificio de estilo románico richardsoniano de 2-1/2 pisos ubicado en la cima de una colina con vista a la calle comercial de Crystal Falls. Está construido con paredes de ladrillo marrón rojizo con molduras de piedra sobre una base de mampostería de escombros. La fachada tiene una torre cónica en una esquina y una torre cuadrada de madera rematada por un campanario con cúpula hexagonal en la otra. Un arco central de granito de pared rocosa contiene la entrada principal, a la que se accede a través de una escalera. Sobre el arco se encuentran las impresionantes estatuas de zinc de 5,2 m de altura que representan la Ley, la Misericordia y la Justicia.
En el interior hay una sala de audiencias de circuito de roble pulido. Tiene un techo octogonal cubierto con metal estampado decorativo y un gran candelabro con musas y dragones en el centro.